# España a ras de cielo
España a ras de cielo es un programa de televisión emitido por TVE, estrenado el 17 de septiembre de 2013 y presentado por Francis Lorenzo.

## Formato
El programa permite conocer lugar de España desconocidos y ya conocidos desde otro punto de vista.

## Audiencias
| Temporada | Temporada | Episodios | Estreno                  | Final                 | Audiencia    | Audiencia | Audiencia |
| Temporada | Temporada | Episodios | Estreno                  | Final                 | Espectadores | Cuota     |           |
| --------- | --------- | --------- | ------------------------ | --------------------- | ------------ | --------- | --------- |
|           | 1         | 7         | 17 de septiembre de 2013 | 29 de octubre de 2013 | 1 767 000    | 9,4%      |           |
|           | 2         | 6         | 6 de julio de 2015       | 31 de agosto de 2015  | 296 000      | 5,2%      |           |

### Temporada 1: 2013
| N.º (serie) | N.º (temp.) | Título                          | Fecha de emisión         | Audiencia         |
| ----------- | ----------- | ------------------------------- | ------------------------ | ----------------- |
| 1           | 1           | «Fiestas»                       | 17 de septiembre de 2013 | 2 199 000 (12,4%) |
| 2           | 2           | «Tu a Mallorca y yo a Benidorm» | 24 de septiembre de 2013 | 1 869 000 (10,2%) |
| 3           | 3           | «Maravillas»                    | 1 de octubre de 2013     | 1 989 000 (10,4%) |
| 4           | 4           | «España de noche»               | 8 de octubre de 2013     | 1 542 000 (8,2%)  |
| 5           | 5           | «España de mil colores»         | 15 de octubre de 2013    | 1 652 000 (8,3%)  |
| 6           | 6           | «Vivimos del mar»               | 22 de octubre de 2013    | 2 016 000 (10,4%) |
| 7           | 7           | «¡Así nos divertimos!»          | 29 de octubre de 2013    | 1 107 000 (5,9%)  |

### Temporada 2: 2015
| N.º (serie) | N.º (temp.) | Título                 | Fecha de emisión     | Audiencia      |
| ----------- | ----------- | ---------------------- | -------------------- | -------------- |
| 8           | 1           | «Los techos de España» | 6 de julio de 2015   | 430 000 (5,5%) |
| 9           | 2           | «Ciudades para todos»  | 13 de julio de 2015  | 426 000 (5,2%) |
| 10          | 3           | «El viñedo del mundo»  | 20 de julio de 2015  | 480 000 (6,1%) |
| 11          | 4           | «Me voy al pueblo»     | 17 de agosto de 2015 | 167 000 (4,6%) |
| 12          | 5           | «Somos lo que hacemos» | 31 de agosto de 2015 | 168 000 (4,2%) |
| 13          | 6           | «¡Circulen, circulen!» | 31 de agosto de 2015 | 105 000 (5,6%) |